# Félicie de Baillehache
Jeanne Félicie Reiche, comtesse de Baillehache, née le 28 juin 1878 au Vésinet et morte le 23 janvier 1948 à Paris, est une femme de lettres française.

## Biographie
Née en 1878, Jeanne Félicie Reiche épouse à 22 ans à Paris, le 20 juin 1900, Richard, comte de Baillehache (Harfleur, 20 septembre 1873 - Paris 17e, 28 août 1929).
Elle meurt le 23 janvier 1948 à Paris en son domicile  dans le 17e arrondissement de Paris.

## Œuvre
Au début du XXe siècle, elle publie sous le nom de comtesse F. de Baillehache plusieurs romans et de très nombreuses nouvelles, notamment dans Le Petit Écho de la mode et dans des ouvrages collectifs. Le cinéaste russe Serge Nadejdine s'inspire directement de son roman L'Heureuse Mort pour tourner en 1924 un film muet du même nom. Elle s'est essayée à la littérature fantastique, avec notamment deux nouvelles : Le Brontoraurus gigantomir publié dans le supplément du Figaro du 20 novembre 1921, et Une plante rare où un végétal inconnu croît de façon extraordinaire et devient finalement meurtrier, ; sa production littéraire comprend essentiellement des romans sentimentaux ou moralisateurs.
- 1910 : Estelle, roman, Paris, Bernard Grasset[7].
- 1911 : Le Remorqueur, roman, Paris, Bernard Grasset, 317 p.
- 1912 : Les ombres passent, roman, Paris, Bernard Grasset, 277 p.[8].
- 1921 : Le Brontoraurus gigantomir, nouvelle, dans Le Figaro, supplément littéraire du dimanche, n° 137, 20 novembre 1921 Lire en ligne sur le site ArchéoSF & Retrodrama.
- 1922 : Les Mains pures, roman, Paris, Ernest Flammarion, 287 p.
- 1923 : Princesse Fégoroff, roman, Paris, Ernest Flammarion, 286 p.
- 1927 : 
  - Une hirondelle dans la jungle, Paris, éditions de la Vraie France, 299 p.
  - Robert Boutefeu, chauffeur, Paris, Bibliothèque de la Mode nationale (collection Fama, n° 144), 160 p.
- 1929 : Cembanilo, Paris, éditions de la Vraie France, 222 p.
- 1934 : La Fiancée infidèle, Paris, éditions du Petit Echo de la Mode (collection Stella, n° 340), 160 p.[9]